# Клапаред, Эдуард
Эдуа́рд Клапаре́д (фр. Édouard Claparède; 24 марта 1873, Женева — 29 сентября 1940, там же) — швейцарский врач-невролог, психолог, один из пионеров детской психологии, представитель функционализма. Один из основателей Института Руссо — международного центра экспериментальных исследований в области детской психологии, а также основатель «Международного общества психотехники».

## Биография
Эдуард Клапаред родился 24 марта 1873 года в Женеве.
Окончил Университет Женевы в 1892 году, получив степень бакалавра, а в 1897 году защищает степень доктора медицины. В течение года занимался клинической и экспериментальной работой в госпитале Сальпетриер в Париже. Вслед за изучением естественных наук и медицины, он посвятил себя психологии, которую изучал у Теодора Флурнуа, своего близкого родственника.
В 1901 году Э. Клапаред и Т. Флурнуа основали журнал «Психологический архив» («Archives de Psychologie»), редактором которого Э. Клапаред оставался до конца жизни. В 1904 году Э. Клапаред стал руководителем основанной Т. Флурнуа психологической лаборатории, в 1915 унаследовал от него должность профессора.
Э. Клапаред внёс весомый вклад в международное сотрудничество психологов благодаря деятельности Международного психологического конгресса. В 1908 году Э. Клапаред принимал участие в первом Международном психоаналитическом конгрессе в Зальцбурге, а в 1912 году лично познакомился с З. Фрейдом.
В 1912 году Э. Клапаред основал Институт Руссо, задуманный им как центр инновационных исследований и практических разработок в сфере образования. Позднее здесь были выполнены многие работы Ж. Пиаже. В 1920 году Э. Клапаред основывает «Международное общество психотехники».
Э. Клапаред занимался проблемами экспериментальной психологии (особенно проблемами сна), клинической неврологией, зоопсихологией. Впоследствии интересы Э. Клапареда всё больше сосредоточивались на проблемах психического развития ребёнка. Наиболее известная работа Клапареда, «Психология ребёнка и экспериментальная педагогика», вышедшая в 1905 году, была переведена на десять языков.
Э. Клапаред постоянно настаивал на важности функционального подхода. Его всегда отличала непредвзятость суждений, он всегда пытался выявить гибкость реакций человека в его взаимодействиях с окружающей средой.
Эдуард Клапаред был женат на Елене Шпир (1873—1955), дочери русского философа А. А. Шпира.
Умер Эдуард Клапаред 29 сентября 1940 года в Женеве.

## Публикации на русском языке
- Клапаред Э. Психология ребёнка и экспериментальная педагогика. — М.: ЛКИ, 2007.